# Gazelle

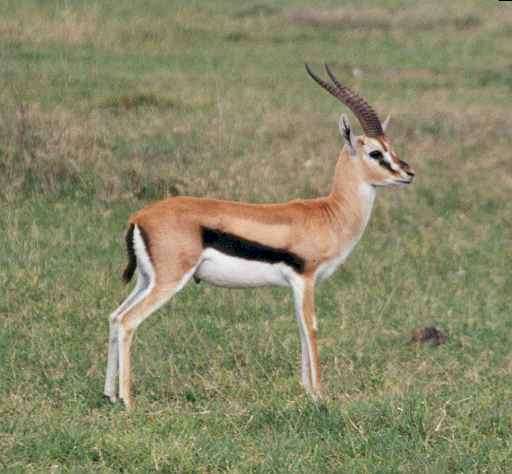
Westliche Thomson-Gazelle (Eudorcas nasalis) im Ngorongoro-Krater

Als Gazellen (von italienisch gazzella, von arabisch غزال ghazāl, DMG ġazāl) werden verschiedene Tierarten aus der Gruppe der Hornträger (Bovidae) bezeichnet. In der Regel handelt es sich um in Savannen oder Wüsten lebende Formen, die in Afrika und Asien vorkommen. Im engeren Sinne umfassen sie die Vertreter, die ursprünglich zur Gattung Gazella gezählt wurden. Eine taxonomische Neubewertung im Jahr 2000 spaltete diese in drei Gattungen auf: Gazella, Nanger und Eudorcas. Im weiteren Sinne werden unter der Bezeichnung Gazelle auch zusätzliche Gattungen mit näherer oder entfernterer Verwandtschaft zusammengeführt. Dadurch bilden die Gazellen vergleichbar den Antilopen keine geschlossene Gruppe; letztere sind aber deutlich weiter gefasst und schließen auch verschiedene Waldformen mit ein. Alle Gazellen stehen innerhalb der Gattungsgruppe der Gazellenartigen als übergeordnete Gruppe.

## Merkmale
Gazellen sind schlank gebaute, langbeinige Tiere. Sie erreichen Kopfrumpflängen von 85 bis 170 Zentimetern, wozu noch ein 15 bis 30 Zentimeter langer Schwanz kommt. Die Schulterhöhe liegt zwischen 50 und 110 Zentimeter und das Gewicht zwischen 12 und 85 Kilogramm. Das Fell ist an der Oberseite und an den Flanken gelblich-grau bis braun gefärbt, die Unterseite ist weiß. Bei vielen Arten erstreckt sich am Rumpf entlang ein schwarzer Streifen, der von einem darüber liegenden hellen Streifen begleitet wird.
Üblicherweise haben beide Geschlechter Hörner, wenn auch die der Weibchen kürzer und zierlicher sind – lediglich bei der Kropfgazelle haben nur die Männchen Hörner. Die Hörner sind durchschnittlich 25 bis 35 Zentimeter lang.

## Verbreitung und Lebensraum
Das Verbreitungsgebiet der Gazellen umfasst ganz Afrika (ohne Madagaskar) und weite Teile Asiens (von der Arabischen Halbinsel bis in das nördliche Indien und das nördliche China). Ihr Lebensraum sind trockene, offene Regionen, meistens Grassteppen, bei manchen Arten auch Wüsten und Halbwüsten.

## Lebensweise
Die weiblichen Gazellen leben mit ihren Jungen in Herden einer Größe von zehn bis dreißig Tieren; allerdings kann die Herdengröße in den afrikanischen Savannen auch Hunderte oder gar Tausende von Einzeltieren umfassen. Männliche Gazellen leben in den ersten Lebensjahren in eigenen Junggesellenherden, ehe sie territorial werden. Dann beanspruchen sie alle Weibchen, die ihr Revier betreten, das sie gegen konkurrierende Männchen verteidigen.
Alle Gazellen sind schnelle Läufer, die über längere Zeit Geschwindigkeiten von 50 km/h durchhalten können. Von der Thomson-Gazelle sind sogar Spitzengeschwindigkeiten von 80 km/h bekannt.
Gazellen sind Pflanzenfresser, die sich von verschiedenen Gräsern und Kräutern ernähren.

## Arten
Der größte Teil der im Deutschen als Gazellen bezeichneten Tiere verteilt sich heute auf die Gattungen Gazella, Eudorcas und Nanger. Letztere beiden waren ursprünglich in Gazella vereint und hatten den Status von Untergattungen inne. Im Jahr 2000 teilte jedoch Colin P. Groves die Gattung Gazella aus morphologischen Erwägungen auf und hob Eudorcas und Nanger auf Gattungsebene an. Innerhalb der drei Gattungen lassen sich über 30 Arten unterscheiden. Die drei genannten Gattungen bilden zusammen mit der Hirschziegenantilope (Antilope cervicapra) eine monophyletische Gruppe, wobei weiteren genetischen Untersuchungen zufolge die Gattung Antilope innerhalb von Gazella stehen könnte. Darüber hinaus werden weitere Gattungen mit der Bezeichnung Gazellen in Verbindung gebracht. Hierzu gehören die Kurzschwanzgazellen (Procapra), die ebenfalls früher teilweise als Untergattung von Gazella galten. Sie stellen einen anderen Entwicklungszweig dar. Ebenso zählen die Giraffengazellen (Litocranius) dazu. Sie stehen den eigentlichen Gazellen zwar näher, formen aber mit den Springböcken (Antidorcas) eine enger verwandte Gruppe. Die folgende Systematik folgt Wilson & Reeder, 2005 und nimmt auch auf die Revision von Groves und Grubb 2011 Bezug, in der vielen ehemaligen Unterarten Artstatus zugesprochen wurde:
- Gattung Eudorcas Fitzinger, 1869

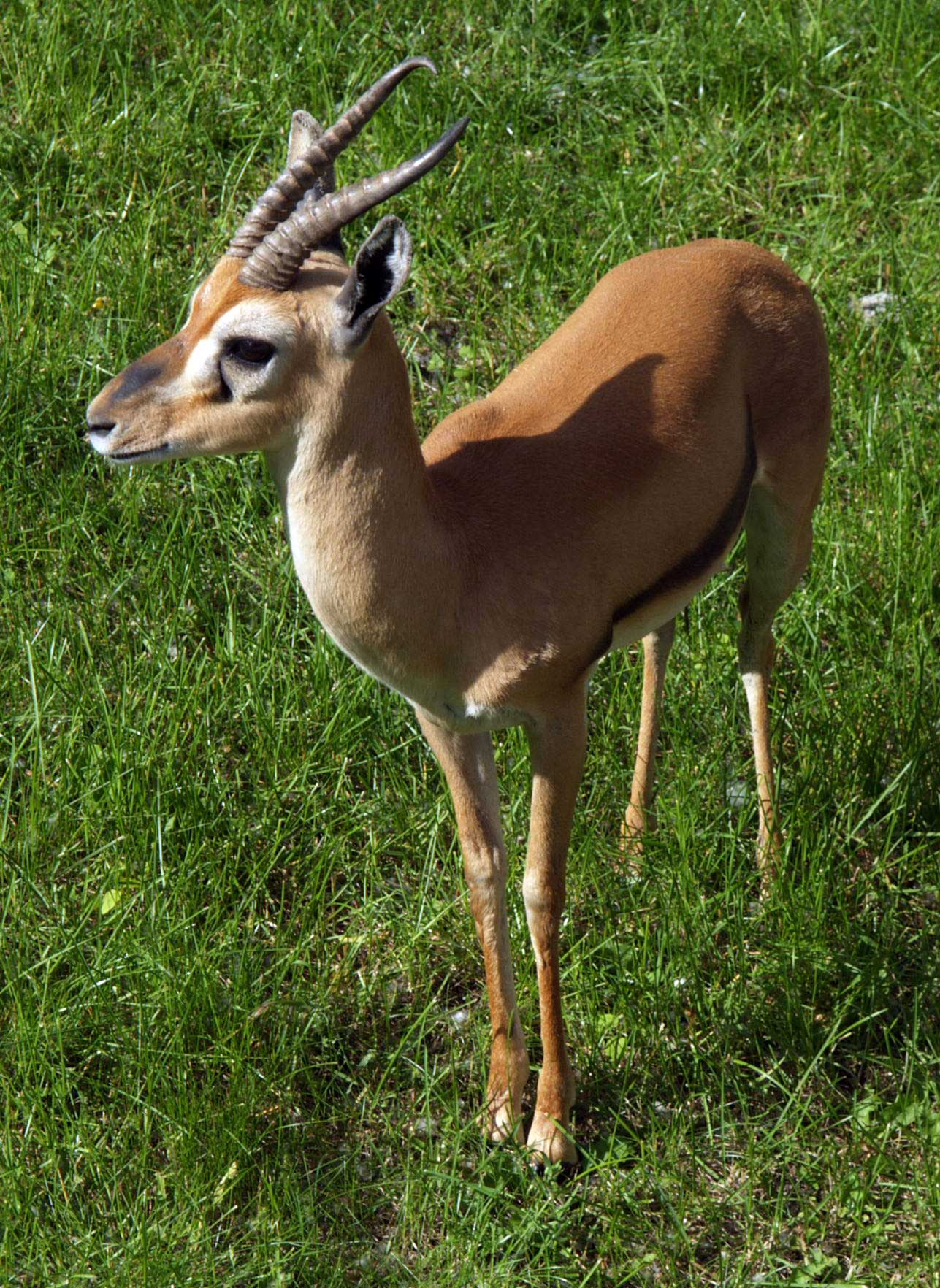
Rotstirngazelle

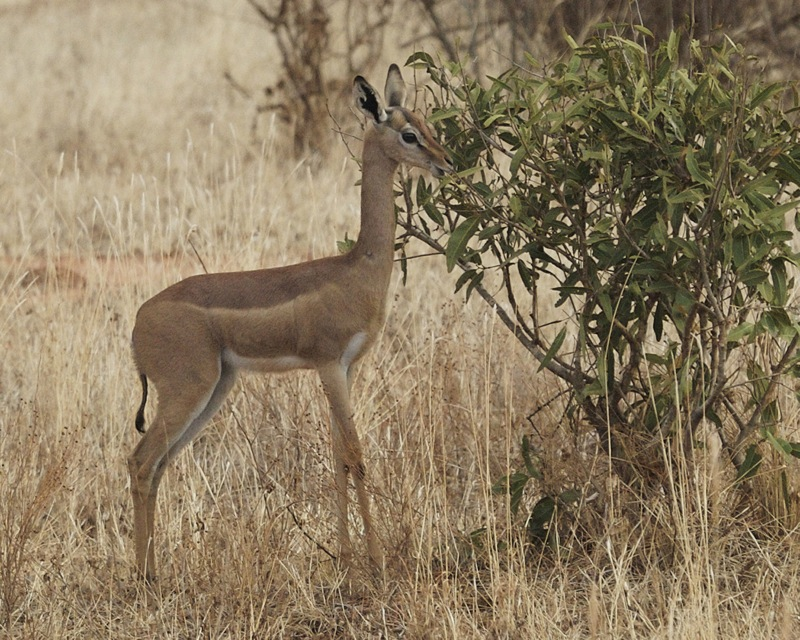
Südliche Giraffengazelle (Litocranius walleri)

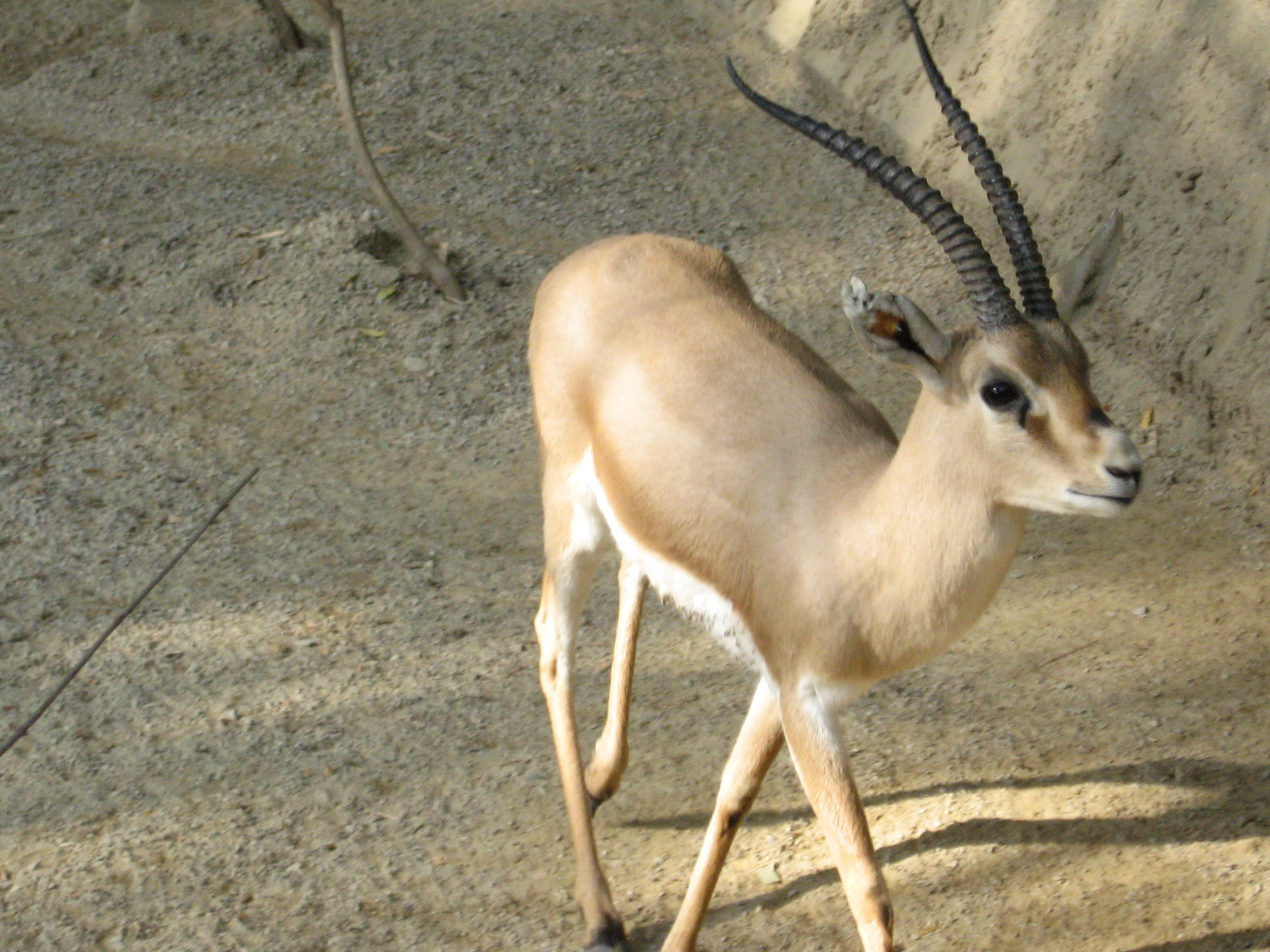
Dünengazelle

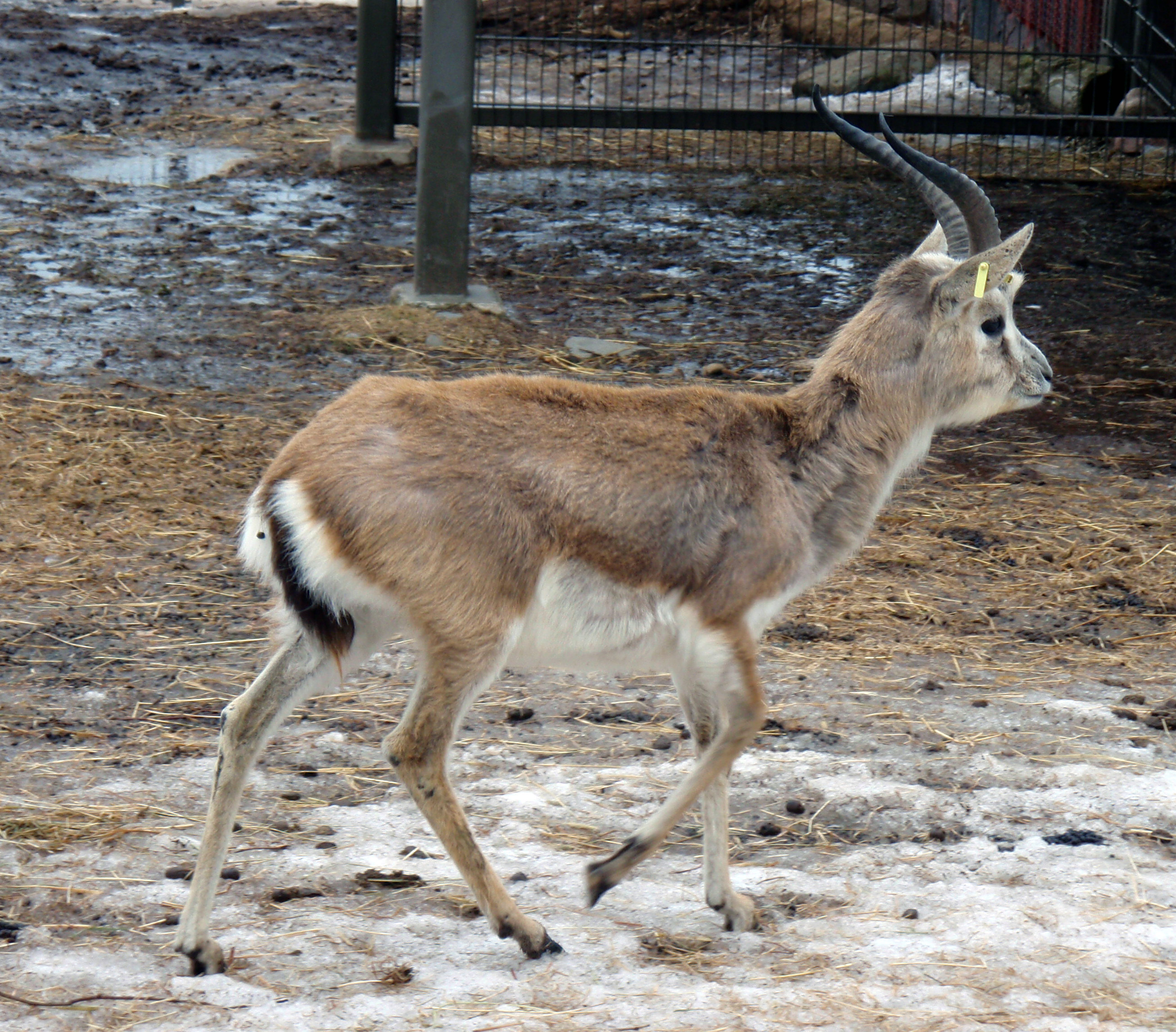
Kropfgazelle

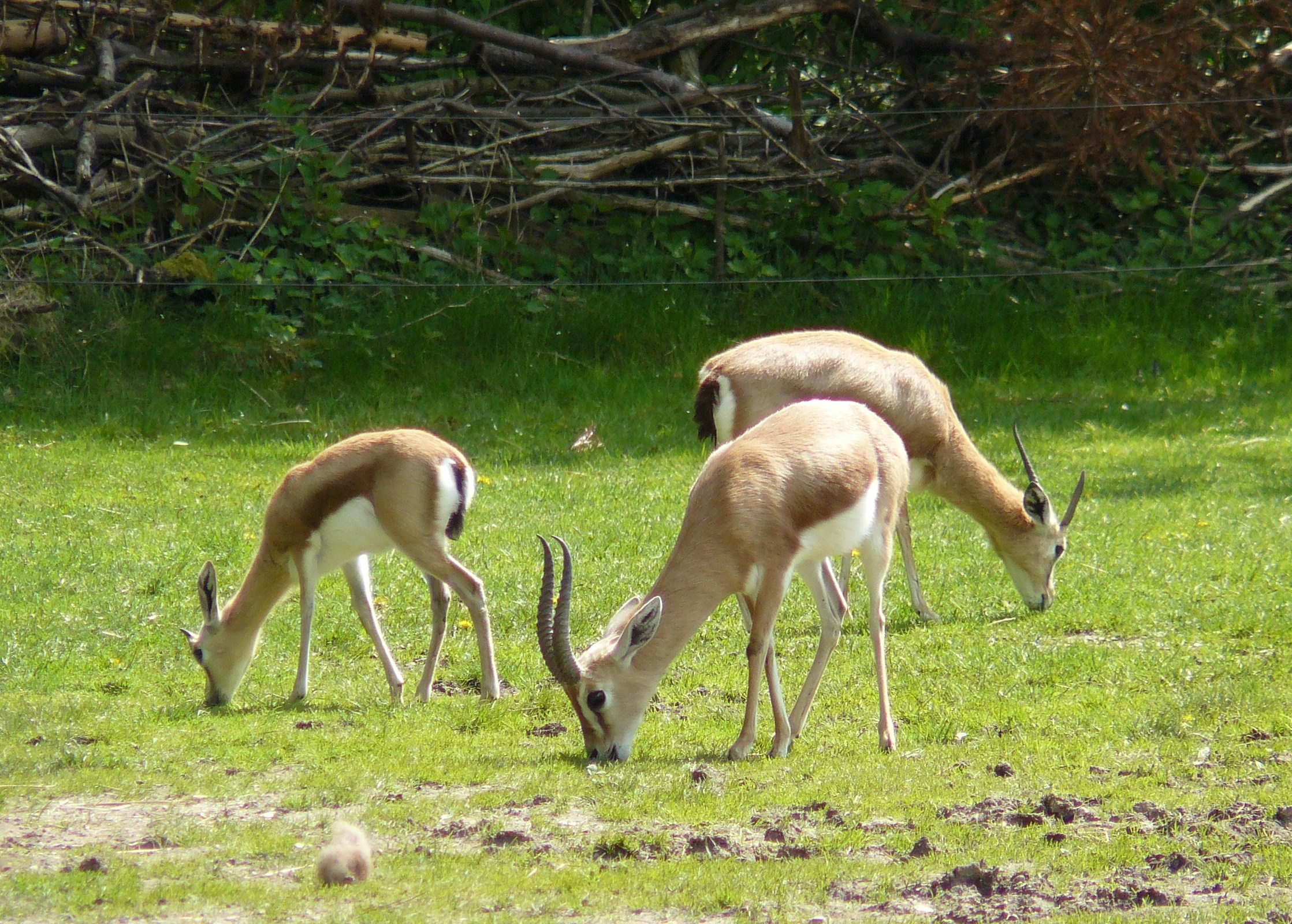
Dorkasgazellen

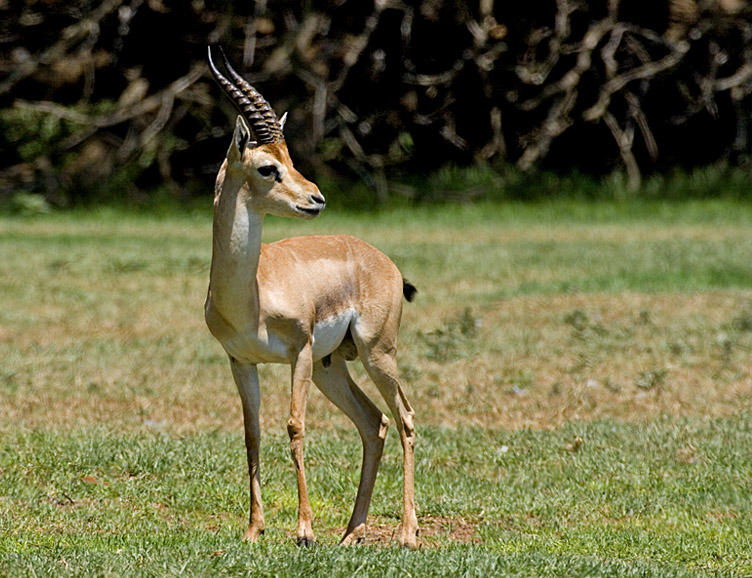
Echtgazelle (Gazella gazella), Männchen

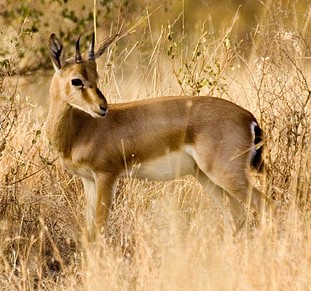
Indische Gazelle

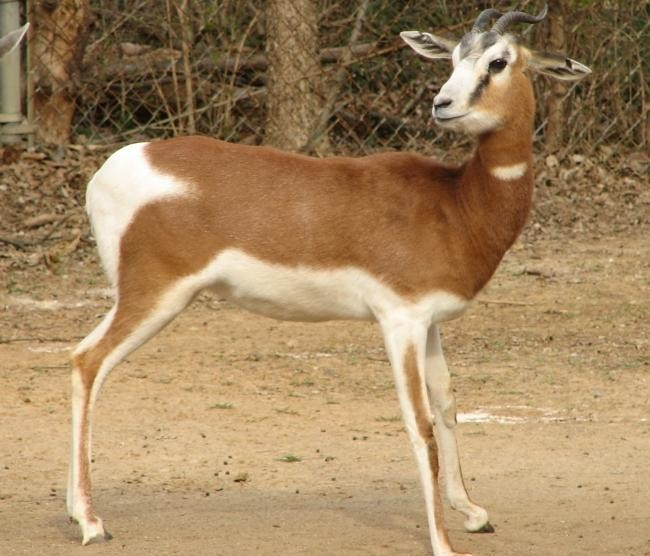
Damagazelle

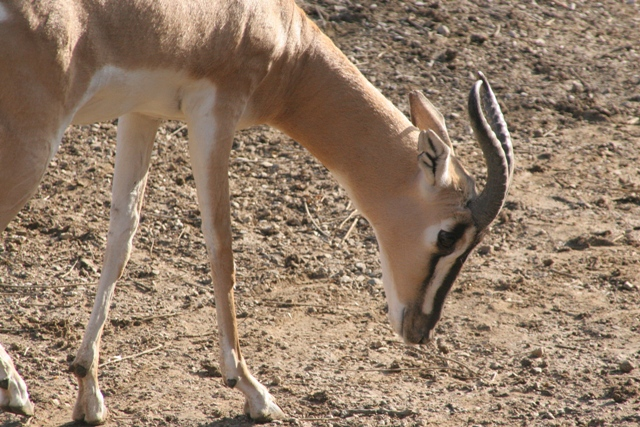
Sömmerringgazelle

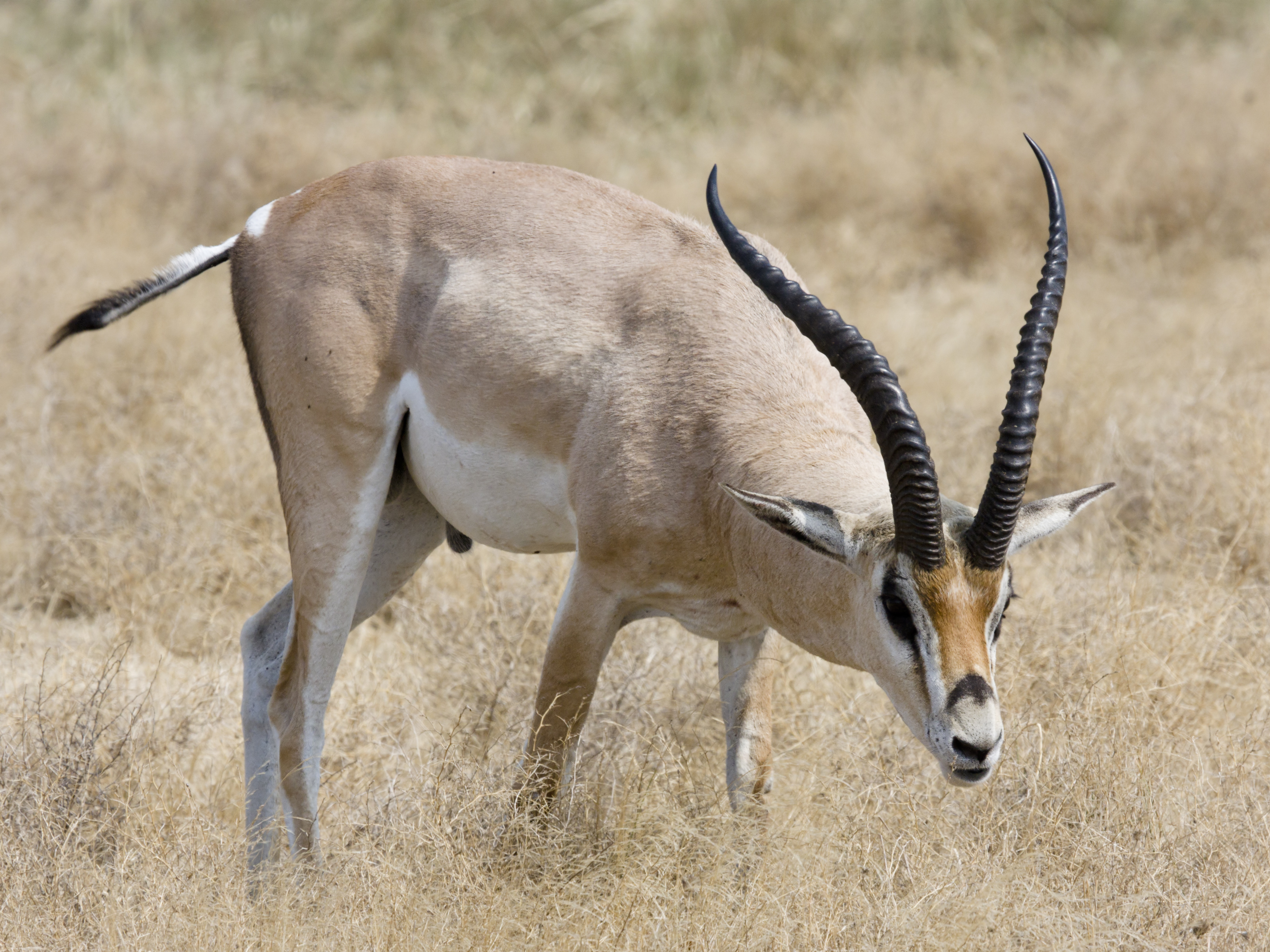
Südliche Grant-Gazelle (Nanger granti) im Ngorongoro-Krater

- Die Mongalla-Gazelle (Eudorcas albonotata (W. Rothschild, 1903)) ist in den Savannen und Schwemmländern des Südsudan beheimatet. Bisweilen wird sie als Form der Thomson-Gazelle oder zusammen mit dieser als Form der Rotstirngazelle betrachtet.
- Die Rotstirngazelle (Eudorcas rufifrons (Gray, 1846)) ist in den Savannen Westafrikas verbreitet. Ihr Fell ist hellbraun, mit einem schmalen, schwarzen Flankenstreifen. Namensgebend ist ein rotbrauner Fleck auf der Stirn.
- Die Algerische Gazelle (Eudorcas rufina (Thomas, 1894)) ist ausgestorben. Drei Museumsexemplare zeugen heute noch von dieser Gazelle des Atlas-Gebirges, die ein dunkelrotes Fell hatte. Die letzte Algerische Gazelle wurde wahrscheinlich 1894 geschossen.
- Heuglin-Gazelle (Eudorcas tilonura (Heuglin, 1869)) Im äthiopisch-sudanesischen Grenzgebiet beheimatet, wird auch als Unterart der Rotstirngazelle gesehen.
- Von allen Gazellen sind die Thomson-Gazellen (Eudorcas thomsonii-Artkomplex), benannt nach dem schottischen Afrikaforscher Joseph Thomson, am häufigsten. Sie sind mit zwei Arten in Tansania und Kenia verbreitet. In den ostafrikanischen Savannen leben etwa 1 Million Exemplare. Damit sind die Thomson-Gazellen nach dem Streifengnu die häufigsten Huftiere der Serengeti. Einzelne Herden bestehen oft aus mehreren tausend Tieren. Im Ökosystem der Serengeti spielen die Gazellen eine bedeutende Rolle. Ausgewachsene Thomson-Gazellen erreichen Geschwindigkeiten bis zu 80 km/h und können so Angreifern – mit Ausnahme des Gepards – in der Regel entkommen. Bisweilen werden auch die Formen der Thomson-Gazellen als eine Unterart der Rotstirngazelle zusammengefasst.

- Westliche Thomson-Gazelle (Eudorcas nasalis (Lönnberg, 1908)) nördliches Tansania bis nach Kenia hinein z. B. in der Serengeti und im Ngorongoro-Krater.
- Östliche Thomson-Gazelle (Eudorcas thomsonii (Günther, 1884)) Südliches Kenia und Tansania östlich des Ostafrikanischen Grabens in der Region Nairobi und Kilimanjaro, der Wembere-Steppe und Shinyanga.

- Gattung Gazella de Blainville, 1816

- Gazella subgutturosa-Gruppe

- Die bedrohte Cuviergazelle (Gazella cuvieri (Ogilby, 1841)) lebt nur in einigen Tälern des Atlas-Gebirges. Etwa 1500 bis 2500 dieser Gazellen leben heute noch.
- Turkmenistan-Kropfgazelle (Gazella gracilicornis Stroganov, 1956)
- Die Dünengazelle (Gazella leptoceros (Cuvier, 1842)) ist eine an das Leben in der Sahara angepasste Gazelle mit einem cremeweißen Fell und extrem schlanken Hörnern. Die Hufe sind stark verbreitert, um nicht im Sand einzusinken. Um der Hitze auszuweichen, ist die Dünengazelle nachtaktiv. Sie braucht nicht zu trinken, sondern deckt ihren Flüssigkeitsbedarf ganz aus der Nahrung. Die IUCN stuft die Dünengazelle als stark gefährdet ein.
- Sandgazelle (Gazella marica Thomas, 1897)
- Die Kropfgazelle (Gazella subgutturosa (Güldenstädt, 1780)) ist unter den Gazellen eine Besonderheit, da bei ihr nur die Männchen Hörner tragen und die Weibchen hornlos sind. Bei allen anderen Gazellen tragen beide Geschlechter Hörner. Das Verbreitungsgebiet reicht von Aserbaidschan über den Osten der Arabischen Halbinsel, Iran, Afghanistan und Pakistan in den Nordwesten Indiens sowie über Usbekistan und Xinjiang bis in die Mongolei und die Mandschurei. In diesem großen Gebiet bewohnt sie Wüsten, Halbwüsten und Steppengebiete.
- Jarkand-Kropfgazelle (Gazella yarkandensis Blanford, 1875)

- Gazella dorcas-Gruppe

- Die Dorkasgazelle (Gazella dorcas (Linnaeus, 1758)) galt, bevor die Tierwelt der ostafrikanischen Savannen mit den Thomson- und Grant-Gazellen zu großer Bekanntheit gelangte, als typische Gazelle. Ihr Verbreitungsgebiet umfasst Nordafrika südwärts bis zur Sahelzone.
- Die Pelzeln-Gazelle (Gazella pelzelni Kohl, 1886) wird auch als Unterart der Dorkasgazelle angesehen.
- Die ausgestorbene Saudi-Gazelle (Gazella saudiya Carruthers & Schwarz, 1935) war einst von Kuwait und Saudi-Arabien bis nach Jemen verbreitet. Durch übermäßige Bejagung starb sie Mitte des 20. Jahrhunderts aus. Es gibt noch einige Exemplare in Zoos; bei ihnen handelt es sich nach neueren Untersuchungen allerdings ausschließlich um Hybride mit anderen Gazellenarten.

- Gazella gazella-Gruppe

- Akaziengazelle (Gazella acaciae Mendelssohn, Groves & Shalmon, 1997) in Süd-Israel; dies ist offenbar eine Reliktpopulation, die nach dem Ende der Eiszeit im Arawa-Tal nördlich von Eilat isoliert wurde. In den 1950ern lebten hier einige hundert Gazellen auf einer Fläche von 7,5 km². Durch Umleitung von Gewässern wurde dieses Tal nicht mehr ausreichend mit Wasser versorgt, was ein Massensterben auslöste. Heute gibt es noch etwa zwanzig dieser Gazellen. Sie sind streng geschützt, allerdings auch einer Bejagung durch Wölfe und Schakale ausgesetzt.
- Arabische Gazelle (Gazella arabica (Lichtenstein, 1827)) Die Beschreibung basiert auf einem männlichen und einem weiblichen Exemplar, die um 1825 geschossen worden sein sollen und sich heute in Berlin befinden. DNA-Analysen im Jahr 2012 zeigten auf, dass von dem männlichen Individuum lediglich das Fell zur Arabischen Gazelle gehört, während der Schädel die Echtgazelle (Gazella gazella) repräsentiert.
- † Jemen-Gazelle (Gazella bilkis Groves & Lay, 1985) Benannt nach der Königin von Saba im Koran (dort Bilkis genannt). 1951 wurden fünf Exemplare in den Bergen nahe der Stadt Ta’izz geschossen. Die Art war zuvor unbekannt, seitdem gab es nie wieder eine Sichtung dieser Art. Die fünf ausgestopften Exemplare befinden sich im Naturhistorischen Museum von Chicago.
- Arabische Wüstengazelle (Gazella cora (C. H. Smith, 1827)) in Saudi-Arabien und Oman; ausgestorben in Jemen. Etwa 10.000 Tiere leben noch, davon 90 % in Oman. Durch Bejagung nimmt der Bestand weiter rapide ab (25 % Rückgang von 1996 bis 2003). Gefährdet.
- Farrur-Gazelle (Gazella dareshurii Karami & Groves, 1993)
- Arabische Küstengazelle oder Neumanns Gazelle (Gazella erlangeri Neumann, 1906).
- Die Echtgazelle oder Edmigazelle (Gazella gazella (Pallas, 1766)) hatte einst eine weite Verbreitung von Ägypten über Vorderasien bis auf die Arabische Halbinsel. In Syrien, Jordanien und Ägypten ist sie ausgerottet. Nachdem die Bestandszahlen durch einen Ausbruch der Maul- und Klauenseuche auf 3.000 gefallen waren, wurde sie als bedroht eingestuft. In Israel ist sie streng geschützt.
- Buschir-Gazelle (Gazella karamii Groves, 1993)
- Maskat-Gazelle (Gazella muscatensis Brooke, 1874) in der nördlichen Küstenregion Omans; durch Straßenbau und Zersiedlung des Lebensraums wurden diese Gazellen extrem selten; ihr Bestand lag zuletzt unter hundert.
- Die Spekegazelle (Gazella spekei Blyth, 1873) ist weitgehend auf Somalia beschränkt; gelegentlich wandern die Tiere auch über äthiopisches Territorium. Diese Gazelle lebt in steinigen Halbwüsten. Sie hat ein beigebraunes Fell mit einem schwarzen Flankenstreifen. Als Besonderheit haben Spekegazellen eine Querfalte der Haut über dem Nasenrücken. Als Alarmruf können sie die Nase zu Tennisballgröße aufblasen. Beim Entlassen der Luft entsteht ein Geräusch wie ein Pistolenschuss. Spekegazellen werden von der IUCN als stark gefährdet eingestuft, ihr tatsächlicher Status ist aber kaum bekannt. Benannt sind sie nach dem britischen Afrikaforscher John Hanning Speke.

- Gazella bennetti-Gruppe

- Die Indische Gazelle oder Dekkan-Chinkara (Gazella bennettii (Sykes, 1831)) ist im südlichen Iran, in Pakistan und im nördlichen Indien verbreitet. Während sie vor allem in Pakistan sehr selten geworden ist, gibt es noch etwa 10.000 Gazellen dieser Art in indischen und iranischen Schutzgebieten.
- Die Gujarat-Chinkara (Gazella christii Blyth, 1842) westliches Indien und südliches Pakistan; wird auch als Unterart der Indischen Gazelle angesehen.
- Die Belutschistan-Chinkara (Gazella fuscifrons Blanford, 1873) östlicher Iran, südliches Afghanistan, Pakistan, nordwestliches Indien; wird auch als Unterart der Indischen Gazelle angesehen.
- Die Punjab-Chinkara oder Rajasthan-Gazelle (Gazella salinarum Groves, 2003) nordwestliches Indien und östliches Pakistan; wird auch als Unterart der Indischen Gazelle angesehen.
- Die Iran-Chinkara oder Shikari-Gazelle (Gazella shikarii Groves, 1993) nordwestlicher Iran; wird auch als Unterart der Indischen Gazelle angesehen.

- Gattung Litocranius Kohl, 1886 (Giraffengazellen)

- Die Nördliche Giraffengazelle (Litocranius sclateri Neumann, 1899) ist eine langbeinige und langshalsige Form mit hellbraunem Rückenfell. Die hellere Färbung der Seiten und des weißen Bauches grenzen sich teils scharf ab. Die Hörner sind kurz und nur bei den Männchen ausgebildet. Das Verbreitungsgebiet umfasst Nordostafrika.
- Die Südliche Giraffengazelle (Litocranius walleri (Brooke, 1878)) ähnelt ihrer nördlichen Schwesterart, ist aber kleiner und besitzt ein Band aus entgegengesetzt der Strichllinie verlaufenden Haaren am Nacken. Die Art kommt in Ostafrika vor.

- Gattung Nanger Lataste, 1885

- Die Damagazelle (Nanger dama (Pallas, 1766)) ist in der Färbung sehr variabel. Die östlichen Populationen sind braun und weiß gemustert, während die westlichen Damagazellen fast rot sind. Alle Damagazellen haben aber einen weißen Fleck an der Kehle, durch den sie zu identifizieren sind. Das Verbreitungsgebiet erstreckt sich über den Südrand der Sahara in den Staaten Mali, Niger, Tschad und Sudan. Hier unternehmen sie jahreszeitliche Wanderungen zwischen der Wüste und der Sahelzone. Die Bedeutung des Namens ist umstritten. Während manche den Namen auf den Damhirsch (lateinisch dama) zurückführen, sehen andere eher das arabische dammar („Schaf“) als Bestandteil des Namens.
- Die Sömmerringgazelle (Nanger soemmerringii (Cretzschmar, 1826)) ist eine Gazelle mit beigefarbener Ober- und weißer Unterseite. Charakteristisch ist die Kopfzeichnung: Ein breiter schwarzer Streifen zieht sich von der Nase zur Stirn und wird von zwei schmalen weißen Streifen gesäumt. Das Verbreitungsgebiet umfasst Steppen und Halbwüsten in Sudan, Äthiopien, Eritrea und Somalia. Benannt ist diese Gazelle nach dem deutschen Wissenschaftler Samuel Thomas Sömmerring.
- Die Grant-Gazellen (Nanger granti-Artkomplex) sind nach den Thomson-Gazellen die häufigsten Gazellen. Dies trifft vor allem auf die Populationen in Kenia, Tansania und Uganda zu, während die nördlichen Bestände in Äthiopien, Sudan und Somalia sehr viel kleiner sind. 350.000 Grant-Gazellen leben in den Savannen Ostafrikas und bilden dort Herden, die mehrere hundert Tiere umfassen können. Das Fell ist oberseits beigebraun und unterseits weiß. Manchmal ist ein schwarzer Flankenstreifen vorhanden im Unterschied zur Thomson-Gazelle befindet sich aber zwischen dem schwarzen Streifen und dem weißen Bereich noch ein Bereich mit beigebraunem Fell. Die ursprünglich als einheitlich angesehene Grant-Gazelle wird mittlerweile in drei Arten aufgespalten.

- Die Südliche Grant-Gazelle (Nanger granti (Brooke, 1872)); meist ist bei Männchen kein schwarzer Flankenstreifen vorhanden, bei Weibchen ist er blass vorhanden, Hörner nach außen gebogen und Spitzen oft nach hinten gebogen.
- Die Nördliche Grant-Gazelle (Nanger notatus (Thomas, 1897)); schwarzer Flankenstreifen meist blass bei beiden Geschlechtern vorhanden, Hornspitzen nach vorne gebogen.
- Die Östliche Grant-Gazelle (Nanger petersii (Günther, 1884)); bei Männchen kein schwarzer Flankenstreifen vorhanden, Hörner auffallend gerade und Spitzen nach vorne gebogen

- Gattung Procapra Hodgson, 1846 (Kurzschwanzgazellen)

- Die Mongolische Gazelle (Procapra gutturosa (Pallas, 1777)) ist eine größere und gedrungenere Form der Kurzschwanzgazellen, das Rückenfell ist blass orange, Hörner tragen nur Männchen. Sie ist hauptsächlich in der Mongolei und in Nordchina verbreitet.
- Die Tibetgazelle (Procapra picticaudata Hodgson, 1846) stellt die kleinste Form der Kurzschwanzgazellen dar. Sie hat ein braungraues und dichtes Rückenfell, Hörner sind nur bei Männchen ausgebildet. Das Verbreitungsgebiet umfasst Tibet und die angrenzenden Gebiete Chinas.
- Die Przewalski-Gazelle (Procapra przewalskii (Büchner, 1891)) ähnelt der Tibetgazelle, ist aber größer. Die Hörner, die nur bei Männchen vorkommen, haben nach innen weisende Spitzen. Die Art lebt in Zentralchina.

## Belege
1. ↑  Vgl. Duden: Das Herkunftswörterbuch, 3. Auflage 2001
2. ↑  
Juan P. Zurano, Felipe M. Magalhães, Ana E. Asato, Gabriel Silva, Claudio J. Bidau, Daniel O. Mesquita und Gabriel C. Costa: Cetartiodactyla: Updating a time-calibrated molecular phylogeny. Molecular Phylogenetics and Evolution 133, 2019, S. 256–262.
3. ↑  
Eva Verena Bärmann, Gertrud Elisabeth Rössner und Gert Wörheide: A revised phylogeny of Antilopini (Bovidae, Artiodactyla) using combined mitochondrial and nuclear genes. Molecular Phylogenetics and Evolution 67 (2), 2013, S. 484–493 doi:10.1016/j.ympev.2013.02.015.
4. ↑  
Halina Cernohorska, Svatava Kubickova, Olga Kopecna, Miluse Vozdova, Conrad A Matthee und Terence J Robinson: Nanger, Eudorcas, Gazella,andAntilopeform a well-supported chromosomal clade within Antilopini (Bovidae, Cetartiodactyla). Chromosoma 124 (2), 2015, S. 235–247 doi:10.1007/s00412-014-0494-5 (researchgate.net).
5. ↑  
Colin P. Groves: On the gazelles of the Genus Procapra Hodgson, 1846. Zeitschrift für Säugetierkunde 32, 1967, S. 144–149 ().
6. 1 2  
Colin P. Groves und David M. Leslie Jr.: Family Bovidae (Hollow-horned Ruminants). In: Don E. Wilson und Russell A. Mittermeier (Hrsg.): Handbook of the Mammals of the World. Volume 2: Hooved Mammals. Lynx Edicions, Barcelona 2011, ISBN 978-84-96553-77-4, S. 444–779.
7. ↑  
Colin Groves und Peter Grubb: Ungulate Taxonomy. Johns Hopkins University Press, 2011, S. 1–317 (S. 158–175).
8. ↑  Eva Verena Bärmann, Saskia Börner, Dirk Erpenbeck, Gertrud Elisabeth Rössner, Christiana Hebel, Gert Wörheide: The curious case of Gazella arabica. Mammalian Biology 78, 2013, S. 220–225.
9. ↑  
Eline D. Lorenzen, Peter Arctander und Hans R. Siegismund: Three reciprocally monophyletic mtDNA lineages elucidate the taxonomic status of Grant’s gazelles. Conservation Genetics 9, 2008, S. 593–601.